# Televisión Canaria
La Radiotelevisió Canària (RTVC) és la cadena de televisió i ràdio autonòmica pública de les Illes Canàries (Espanya).
El 1998 a través d'un concurs públic es concedeix a la Productora Canària de Televisió la gestió de la programació i publicitat del canal.
La PCTV està integrada a un 40% pel grup PRISA. Un problema legal amb una productora local que ostentava la marca Productora Canaria de Televisión va acabar amb una resolució judicial que obligava l'empresa concessionària a canviar el nom que utilitzava fins llavors; així, la PCTV, va passar a denominar-se SOCATER (Sociedad Canaria de Televisión Regional).
El projecte de creació d'aquest canal sorgeix en la dècada dels vuitanta amb la promulgació de la llei 8/1984 de la Comunitat Autònoma de les Canàries relativa a la Radiodifusió i Televisió Canària. La primera emissió es produeix el 21 d'agost del 1999 amb el nom de Televisión Autonómica de Canarias (TVAC). Dos anys més tard va passar a denominar-se "Televisió Canària" utilitzant-se l'eslògan "la nostra" per donar-li publicitat entre els canaris.
Emet per a tota les Canàries en format analògic i digital (TDT). A més pot ser vista en la resta d'Espanya a través de les plataformes digitals. El canal internacional de la Televisió Canària emet per a tot Amèrica, des del Canadà a l'Argentina amb una sèrie de continguts especials que intenten apropar les dues vores de l'Atlàntic.
Entre altres serveis, com el subtitulat per a sords, la Televisió Canària té teletext, el primer dins de l'àmbit autonòmic de l'arxipèlag.
Malgrat que el domicili social de la Televisió Canària es troba en Santa Cruz de Tenerife, disposa de dues seus i dos centres de producció, en Santa Cruz de Tenerife i Las Palmas de Gran Canaria. A més té delegacions en la resta de les illes i a Madrid.
El 30 de maig del 2008 i amb motiu de la celebració del Dia de les Canàries, es va llançar l'emissió en proves de les Canàries Radio, gestionada per l'empresa pública Ràdio Pública Canària, S.A.

## Canals
- TV Canària: de caràcter generalista, compta amb dos senyals d'abast autonòmic; una en analògic terrestre (fins i tot la pròxima apagada analògica) i una altra en TDT (televisió digital terrestre).
- TV Canaria 2: de caràcter cultural, emet exclusivament en TDT amb abast autonòmic.
- TV Canaria-sat: de caràcter turístic-divulgatiu, emet en obert a través dels satèl·lits Hispasat i Astra; la seva programació es basa en l'emissió de "producció pròpia"; butlletins informatius i documentals de tipus turístic. Va passar a substituir el desaparegut canal turístic "Canal Canàries", la totalitat del qual de la seva programació es basava en documentals sobre l'arxipèlag, amb diferents canals d'àudio (castellà; anglès; alemany i francès).
- Canàries Radio: emissora de ràdio pública de caràcter generalista, que inicia les seves emissions el 30 de maig de 2008, amb motiu del Dia de les Canàries.

## Corporatiu
La Radiotelevisió Canària (RTVC), està participada per dues empreses públiques gestores: Televisió Pública Canària, S.A. (TPC, S.A.) i Ràdio Pública Canària, S.A. (RPC, S.A.)